# Medalistki mistrzostw Polski seniorów w biegu na 80 metrów przez płotki
Medalistki mistrzostw Polski seniorów w biegu na 80 metrów przez płotki – zdobywczynie medali seniorskich mistrzostw Polski w konkurencji biegu na 80 metrów przez płotki.
Bieg płotkarski kobiet został rozegrany na mistrzostwach kraju po raz pierwszy na  mistrzostwach w 1923, które odbyły się w Warszawie. Dystans wynosił 65 metrów. Zwyciężyła Marzena Szmid z Polonii Warszawa, która uzyskała czas 13,1 s. W 1924 bieg odbył się na dystansie 83 metrów, a w 1925 ponownie wynosił 65 metrów. W 1926 mistrzostw nie rozegrano, a od 1927 obowiązywał dystans 80 metrów.
Konkurencja ta została rozegrana po raz ostatnie na mistrzostwach w 1968 w Zielonej Górze. Na tych samych zawodach o dzień później  rozegrano pierwsze mistrzostwa w biegu na 100 metrów przez płotki.
Najwięcej medali mistrzostw Polski (dziewięć) zdobyła Janina Słowińska, a najwięcej złotych medali (po pięć) Maryla Freiwald i Felicja Schabińska.
Rekord mistrzostw Polski seniorów w biegu na 80 metrów przez płotki wynosi 10,6 i został ustanowiony przez Elżbietę Żebrowską (Bednarek) podczas mistrzostw w 1966 w Poznaniu.

## Medalistki
| NR – rekord kraju \| PB – rekord życiowy \| SB – najlepszy wynik w sezonie \| NL – najlepszy wynik w polskich tabelach w sezonie |

| Mistrzostwa         | 1. miejsce                               | Rezultat | 2. miejsce                                | Rezultat | 3. miejsce                                | Rezultat |
| Warszawa 1923       | Marzena Szmid Polonia Warszawa           | 13,1     | Maria Baran Polonia Warszawa              | o 5 m    | Stefania Ditczuk Pogoń Lwów               |          |
| Warszawa 1924       | Marzena Szmid Polonia Warszawa           | 16,1     | Maria Baran Polonia Warszawa              | 16,5     | Ludwika Gorloff Polonia Warszawa          | o 8 m    |
| Warszawa 1925       | Wacława Sadkowska Sokół-Grażyna Warszawa | 11,8     | Felicja Schabińska Sokół-Grażyna Warszawa |          | Eugenia Kielich Polonia Warszawa          |          |
| Warszawa 1926       | nie rozgrywano                           |          |                                           |          |                                           |          |
| Poznań 1927         | Felicja Schabińska Legia Warszawa        | 14,2     | Hanna Jabłczyńska AZS Warszawa            | 14,2     | Maria Lange AZS Poznań                    | o 6 m    |
| Kraków 1928         | Maryla Freiwald Makabi Kraków            | 14,8     | Felicja Schabińska Legia Warszawa         | 14,8     | Maria Musielewska Warta Poznań            |          |
| Warszawa 1929       | Maryla Freiwald Makabi Kraków            | 13,1 NR  | Felicja Schabińska Legia Warszawa         | 13,5     | Jadwiga Wajsówna Sokół Pabianice          | 13,8     |
| Bydgoszcz 1930      | Felicja Schabińska Legia Warszawa        | 13,6     | Helena Rakoczy Roździeń Szopienice        | 13,9     | Ludwika Gorloff AZS Warszawa              | 14,2     |
| Warszawa 1931       | Felicja Schabińska Legia Warszawa        | 13,1     | Maryla Freiwald Makabi Kraków             | 13,9     | Adelajda Hoffman Stadion Królewska Huta   | 14,1     |
| Łódź 1932           | Felicja Schabińska AZS Warszawa          | 12,5     | Maryla Freiwald Makabi Kraków             | 13,4     | Zofia Plucińska Krusche-Ender Pabianice   | 14,1     |
| Królewska Huta 1933 | Felicja Schabińska AZS Warszawa          | 13,3     | Erna Orzeł Stadion Królewska Huta         | 13,5     | Maryla Freiwald Makabi Kraków             | 13,8     |
| Warszawa 1934       | Maryla Freiwald Makabi Kraków            | 12,4     | Erna Orzeł Stadion Chorzów                | 13,6     | Elżbieta Białas Pogoń Katowice            | 14,5     |
| Kraków 1935         | Maryla Freiwald Makabi Kraków            | 12,4     | Adelajda Hoffman Stadion Chorzów          | 14,4     | Irena Świderska AZS Poznań                |          |
| Łódź 1936           | Maryla Freiwald Makabi Kraków            | 13,1     | Małgorzata Wiśniewska Sokół Grudziądz     | 13,2     | Erna Orzeł KPW Katowice                   | 13,3     |
| Bydgoszcz 1937      | Małgorzata Felska Sokół Grudziądz        | 13,7     | Adelajda Hoffman Stadion Chorzów          | 14,1     | Franciszka Romanowska Ciszewski Bydgoszcz |          |
| Grudziądz 1938      | Stanisława Walasiewicz Warszawianka      | 12,9     | Franciszka Romanowska Ciszewski Bydgoszcz | 13,2     | Małgorzata Felska Sokół Grudziądz         | 13,3     |
| Chorzów 1939        | Leokadia Wiśniewska Pomorzanin Toruń     | 13,6     | Małgorzata Gniełka Stadion Chorzów        | 13,8     | Janina Kałuża Polonia Warszawa            | 14,2     |
| 1940–1945           | nie rozgrywano                           |          |                                           |          |                                           |          |
| Kraków 1946         | Stanisława Walasiewicz Legia Warszawa    | 12,8     | Aniela Mitan Legia Kraków                 | 13,1     | Janina Peska ŁKS Łódź                     | 14,1     |
| Katowice 1947       | Aniela Mitan Legia Kraków                | 12,9     | Janina Peska ŁKS Łódź                     | 13,2     | Małgorzata Felska GKS Grudziądz           | 13,7     |
| Bydgoszcz 1948      | Aniela Mitan Legia Kraków                | 12,9     | Leokadia Penners Gedania Gdańsk           | 13,5     | Janina Gościniak HKS Bydgoszcz            | 13,5     |
| Łódź 1949           | Janina Gościniak Kolejarz Toruń          | 13,0     | Leokadia Penners Kolejarz Gdańsk          | 13,6     | Janina Peska ŁKS Łódź                     | 13,7     |
| Kraków 1950         | Aniela Mitan Związkowiec Kraków          | 12,8     | Janina Gościniak Kolejarz Toruń           | 12,9     | Janina Peska Włókniarz Łódź               | 13,5     |
| Warszawa 1951       | Janina Słowińska Gwardia Bydgoszcz       | 12,5     | Zofia Leszner AZS Poznań                  | 13,0     | Barbara Maciejak AZS Poznań               | 13,1     |
| Wrocław 1952        | Barbara Maciejak AZS Poznań              | 13,0     | Teresa Białobrzeska Włókniarz Łódź        | 13,1     | Janina Janiszewska Kolejarz Kraków        | 13,2     |
| Warszawa 1953       | Elżbieta Bocian Budowlani Gdańsk         | 11,5 NR  | Janina Słowińska OWKS Bydgoszcz           | 11,6     | Elżbieta Duńska Spójnia Gdańsk            | 11,8     |
| Warszawa 1954       | Elżbieta Bocian Budowlani Gdańsk         | 11,7     | Elżbieta Duńska Spójnia Gdańsk            | 11,8     | Janina Słowińska OWKS Bydgoszcz           | 11,9     |
| Łódź 1955           | Elżbieta Wagner Budowlani Gdańsk         | 11,3     | Barbara Gaweł Stal Poznań                 | 11,7     | Maria Stodolna Unia Chorzów               | 12,1     |
| Zabrze 1956         | Barbara Gaweł Stal Poznań                | 11,6     | Janina Słowińska OWKS Bydgoszcz           | 11,6     | Ewa Weselska Górnik Zabrze                | 11,8     |
| Poznań 1957         | Elżbieta Krzesińska LKS Sopot            | 11,5     | Janina Słowińska Zawisza Bydgoszcz        | 11,6     | Barbara Gaweł Warta Poznań                | 11,9     |
| Bydgoszcz 1958      | Janina Słowińska Zawisza Bydgoszcz       | 11,4     | Maria Stodolna Start Katowice             | 11,6     | Ewa Weselska Górnik Zabrze                | 11,7     |
| Gdańsk 1959         | Maria Chojnacka Legia Warszawa           | 11,2     | Elżbieta Krzesińska LKS Sopot             | 11,2     | Teresa Wieczorek ŁKS Łódź                 | 11,3     |
| Olsztyn 1960        | Barbara Sosgórnik Górnik Zabrze          | 11,2     | Teresa Wieczorek ŁKS Łódź                 | 11,3     | Elżbieta Wagner Lechia Gdańsk             | 11,7     |
| Nowa Huta 1961      | Teresa Ciepły Zawisza Bydgoszcz          | 10,7     | Maria Piątkowska Legia Warszawa           | 10,9     | Barbara Janiszewska AZS Kraków            | 11,2     |
| Warszawa 1962       | Teresa Ciepły Zawisza Bydgoszcz          | 10,7     | Maria Piątkowska Legia Warszawa           | 10,8     | Halina Krzyżańska LZS Mazowsze            | 11,1     |
| Bydgoszcz 1963      | Maria Piątkowska Legia Warszawa          | 11,1     | Bożena Woźniak AZS Poznań                 | 11,4     | Elżbieta Krzesińska Lechia Gdansk         | 11,6     |
| Warszawa 1964       | Teresa Ciepły Zawisza Bydgoszcz          | 10,8     | Maria Piątkowska Legia Warszawa           | 10,9     | Halina Krzyżańska Lech Otrębusy           | 11,0     |
| Szczecin 1965       | Teresa Ciepły Zawisza Bydgoszcz          | 10,9     | Danuta Straszyńska AZS Kraków             | 10,9     | Teresa Gierczak Gwardia Warszawa          | 11,2     |
| Poznań 1966         | Elżbieta Bednarek Warszawianka           | 10,6 =NR | Danuta Straszyńska AZS Kraków             | 10,8     | Teresa Sukniewicz Lotnik Warszawa         | 10,9     |
| Chorzów 1967        | Teresa Nowak Gwardia Warszawa            | 10,9     | Danuta Straszyńska AZS Kraków             | 10,9     | Teresa Sukniewicz Lotnik Warszawa         | 11,0     |
| Zielona Góra 1968   | Teresa Sukniewicz Legia Warszawa         | 10,7     | Elżbieta Żebrowska Warszawianka           | 10,7     | Danuta Straszyńska AZS Kraków             | 10,8     |

## Klasyfikacja medalowa
W historii mistrzostw Polski seniorów na podium tej imprezy stanęło w sumie 45 płotkarek. Najwięcej medali – 9 – wywalczyła Janina Słowińska, a najwięcej złotych (5) – Maryla Freiwald i Felicja Schabińska.
| Lp. | Zawodniczka            | Złoto | Srebro | Brąz | Razem |
| 1.  | Felicja Schabińska     | 5     | 3      | 0    | 8     |
| 2.  | Maryla Freiwald        | 5     | 2      | 1    | 8     |
| 3.  | Teresa Ciepły          | 4     | 1      | 1    | 6     |
| 4.  | Janina Słowińska       | 3     | 4      | 2    | 9     |
| 5.  | Aniela Mitan           | 3     | 1      | 0    | 4     |
| 6.  | Elżbieta Wagner        | 3     | 0      | 1    | 4     |
| 7.  | Maria Piątkowska       | 2     | 3      | 0    | 5     |
| 8.  | Barbara Sosgórnik      | 2     | 1      | 1    | 4     |
| 9.  | Marzena Szmid          | 2     | 0      | 0    | 2     |
| 9.  | Stanisława Walasiewicz | 2     | 0      | 0    | 2     |
| 11. | Elżbieta Krzesińska    | 1     | 2      | 2    | 5     |
| 12. | Leokadia Penners       | 1     | 2      | 0    | 3     |
| 13. | Małgorzata Felska      | 1     | 1      | 2    | 4     |
| 14. | Elżbieta Żebrowska     | 1     | 1      | 0    | 2     |
| 15. | Teresa Sukniewicz      | 1     | 0      | 2    | 3     |
| 16. | Barbara Maciejak       | 1     | 0      | 1    | 2     |
| 16. | Teresa Nowak           | 1     | 0      | 1    | 2     |
| 18. | Wacława Sadkowska      | 1     | 0      | 0    | 1     |
| 19. | Danuta Straszyńska     | 0     | 3      | 1    | 4     |
| 20. | Adelajda Hoffman       | 0     | 2      | 1    | 3     |
| 20. | Erna Orzeł             | 0     | 2      | 1    | 3     |
| 22. | Maria Baran            | 0     | 2      | 0    | 2     |
| 23. | Janina Peska           | 0     | 1      | 3    | 4     |
| 24. | Franciszka Romanowska  | 0     | 1      | 1    | 2     |
| 24. | Maria Stodolna         | 0     | 1      | 1    | 2     |
| 26. | Teresa Białobrzeska    | 0     | 1      | 0    | 1     |
| 26. | Małgorzata Gniełka     | 0     | 1      | 0    | 1     |
| 26. | Hanna Jabłczyńska      | 0     | 1      | 0    | 1     |
| 26. | Zofia Leszner          | 0     | 1      | 0    | 1     |
| 26. | Helena Rakoczy         | 0     | 1      | 0    | 1     |
| 26. | Bożena Woźniak         | 0     | 1      | 0    | 1     |
| 32. | Ludwika Gorloff        | 0     | 0      | 2    | 2     |
| 32. | Halina Krzyżańska      | 0     | 0      | 2    | 2     |
| 32. | Ewa Weselska           | 0     | 0      | 2    | 2     |
| 35. | Elżbieta Białas        | 0     | 0      | 1    | 1     |
| 35. | Stefania Ditczuk       | 0     | 0      | 1    | 1     |
| 35. | Barbara Janiszewska    | 0     | 0      | 1    | 1     |
| 35. | Janina Janiszewska     | 0     | 0      | 1    | 1     |
| 35. | Janina Kałuża          | 0     | 0      | 1    | 1     |
| 35. | Eugenia Kielich        | 0     | 0      | 1    | 1     |
| 35. | Maria Lange            | 0     | 0      | 1    | 1     |
| 35. | Maria Musielewska      | 0     | 0      | 1    | 1     |
| 35. | Zofia Plucińska        | 0     | 0      | 1    | 1     |
| 35. | Irena Świderska        | 0     | 0      | 1    | 1     |
| 35. | Jadwiga Wajsówna       | 0     | 0      | 1    | 1     |

## Zmiany nazwisk
Niektóre zawodniczki w trakcie kariery lekkoatletycznej zmieniały nazwiska. Poniżej podane są najpierw nazwiska panieńskie, a następnie po mężu:
Elżbieta Bednarek → Elżbieta Żebrowska
Elżbieta Bocian → Elżbieta Wagner
Elżbieta Duńska → Elżbieta Krzesińska
Barbara Gaweł →  Barbara Sosgórnik
Teresa Gierczak → Teresa Nowak
Janina Gosciniak → Janina Słowińska
Maria Ilwicka → Maria Chojnacka → Maria Piątkowska
Barbara Lerczak → Barbara Janiszewska → Barbara Sobotta
Teresa Wieczorek → Teresa Ciepły
Leokadia Wiśniewska → Leokadia Penners
Małgorzata Wiśniewska → Małgorzata Felska
Bożena Woźniak → Bożena Kania